# Руланд
Руланд (нем. Ruhland,луж. Rólany) — город в Германии, в земле Бранденбург.
Входит в состав района Верхний Шпревальд-Лужица. Подчиняется управлению Руланд. Население составляет 3896 человек (на 31 декабря 2010 года). Занимает площадь 37,12 км². Официальный код — 12 0 66 272.
| Год  | Население |
| ---- | --------- |
| 2005 | 4093      |
| 2010 | 3935      |

- Kursächsische Postmeilensäule auf dem Markt
- Fachwerkhaus aus der Zeit vor dem Stadtbrand an der Ecke Bahnhofstraße/Hospitalstraße
- Pfarramt am Kirchplatz
- Marktbrunnen, geschmückt für das Osterbrunnensingen des Gemischten Chores